# Denkmäler der Volksrepublik China (Shanxi)
Die folgende Tabelle bietet eine Übersicht zu sämtlichen Denkmälern der Provinz  Shanxi  (Abk. Jin), die auf der Denkmalliste der Volksrepublik China stehen:
| Name                                                                         | Beschluss | Kreis/Ort             | siehe (auch) | Bild |
| ---------------------------------------------------------------------------- | --------- | --------------------- | --- | ---- |
| Pingxingguan zhanyi yizhi 平型关战役遗址                                     | 1-25      | Lingqiu xian 灵丘县   | Stätte der Schlacht von Pingxingguan (1937) (Kreis Lingqiu)                                                       |      |
| Balujun zongsilingbu jiuzhi 八路军总司令部旧址                               | 1-26      | Wuxiang xian 武乡县   | Stätten der Hauptquartiere der Achten Marscharmee (1937) (Kreis Wuxiang)                                          |      |
| Yungang shiku 云冈石窟                                                       | 1-34      | Datong shi 大同市     | Yungang-Grotten (Datong)                                                                                          |      |
| Fogong si Shijia ta 佛宫寺释迦塔 (Yingxian muta 应县木塔)                    | 1-71      | Ying xian 应县        | Sakyamuni-Pagode des Buddhapalast-Tempels (Holzpagode) (Kreis Ying)                                               |      |
| Nanchan si dadian 南禅寺大殿                                                 | 1-79      | Wutai xian 五台县     | Haupthalle des Nanchan-Tempels (Kreis Wutai)                                                                      |      |
| Foguang si 佛光寺                                                            | 1-80      | Wutai xian 五台县     | Foguang-Tempel (Kreis Wutai)                                                                                      |      |
| Jinci 晋祠                                                                   | 1-85      | Taiyuan shi 太原市    | Tempel Jinci (Taiyuan)                                                                                            |      |
| Shanhua Si 善化寺                                                            | 1-88      | Datong Shi 大同市     | Shanhua-Tempel (Datong)                                                                                           |      |
| Huayan Si 华严寺                                                             | 1-91      | Datong Shi 大同市     | Huayan-Tempel (Datong)                                                                                            |      |
| Yongle Gong 永乐宫                                                           | 1-93      | Ruicheng Xian 芮城县  | Yongle Gong (daoistischer Tempel aus der Yuan-Dynastie) (Kreis Ruicheng)                                          |      |
| Guangsheng Si 广胜寺                                                         | 1-96      | Hongdong Xian 洪洞县  | Guangsheng-Tempel (Kreis Hongdong)                                                                                |      |
| Dingcun yizhi 丁村遗址                                                       | 1-137     | Xiangfen xian 襄汾县  | Dingcun-Stätte (Dingcun-Mensch) (Kreis Xiangfen)                                                                  |      |
| Houma Jinguo yizhi 侯马晋国遗址                                              | 1-146     | Houma shi 侯马市      | Hauptstadt des alten Staates Jin in Houma (siehe auch Bündnisinschriften auf Stein- und Jadeplättchen aus Houma)  |      |
| Baiqiu'en mofan bingshi jiuzhi 白求恩模范病室旧址                            | 2-7       | Wutai xian 五台县     | Altes Bethune-Modell-Krankenhaus (Bethune Model Hospital) (Kreis Wutai)                                           |      |
| Yanshan si 岩山寺                                                            | 2-23      | Fanshi xian 繁峙县    | Yanshan-Tempel (Kreis Fanshi)                                                                                     |      |
| Wutai Shan gu jianzhu qun 五台山古建筑群                                     | 2-26      | Wutai Xian 五台县     | Alte Architektur im Wutai Shan (Gebirge) (Kreis Wutai)                                                            |      |
| Xuankong Si 悬空寺                                                           | 2-30      | Hunyuan Xian 浑源县   | Hängendes Kloster (Xuankong-Tempel) (Kreis Hunyuan)                                                               |      |
| Pingyao chengqiang 平遥城墙                                                  | 3-60      | Pingyao Xian 平遥县   | Stadtmauer von Pingyao (Kreis Pingyao)                                                                            |      |
| Dingcun mingzhai 丁村民宅                                                    | 3-87      | Xiangfen Xian 襄汾县  | Bürgerhäuser von Dingcun (Ming- und Qing-Dynastie) (Kreis Xiangfen)                                               |      |
| Faxing si 法兴寺                                                             | 3-106     | Zhangzi xian 长子县   | Faxing-Tempel (Kreis Zhangzi)                                                                                     |      |
| Tiantai an 天台庵                                                            | 3-107     | Pingshun xian 平顺县  | Tiantai-Tempel (Kreis Pingshun)                                                                                   |      |
| Qinglian si 青莲寺                                                           | 3-110     | Zezhou xian 泽州县    | Qinglian-Tempel (Kreis Zezhou)                                                                                    |      |
| Zhenguo si 镇国寺                                                            | 3-111     | Pingyao xian 平遥县   | Zhenguo-Tempel (Kreis Pingyao)                                                                                    |      |
| Dayun yuan 大云院                                                            | 3-112     | Pingshun xian 平顺县  | Dayun-Halle (Dayun-Tempel, Kreis Pingshun)                                                                        |      |
| Yuhuang miao 玉皇庙                                                          | 3-113     | Zezhou xian 泽州县    | Jadekaiser-Tempel (Kreis Zezhou)                                                                                  |      |
| Chongfu si 崇福寺                                                            | 3-117     | Shuozhou shi 朔州市   | Chongfu-Tempel (Shuozhou)                                                                                         |      |
| Shuanglin si 双林寺                                                          | 3-120     | Pingyao xian 平遥县   | Shuanglin-Tempel (Kreis Pingyao)                                                                                  |      |
| Wanrong Dongyue miao 万荣东岳庙                                              | 3-129     | Wanrong xian 万荣县   | Dongyue-Tempel in Wanrong                                                                                         |      |
| Xiezhou Guandi miao 解州关帝庙                                               | 3-130     | Yuncheng shi 运城市   | Guandi-Tempel von Xiezhou (Yuncheng)                                                                              |      |
| Xihoudu yizhi 西侯度遗址                                                     | 3-182     | Ruicheng xian 芮城县  | Xihoudu-Stätte (Xihoudu-Kultur, Paläolithikum) (Kreis Ruicheng)                                                   |      |
| Taosi yizhi 陶寺遗址                                                         | 3-192     | Xiangfen xian 襄汾县  | Taosi-Stätte (neolithische Stätte der Longshan-Kultur) (Kreis Xiangfen)                                           |      |
| Yuwangcheng yizhi 禹王城遗址                                                 | 3-205     | Xia xian 夏县         | Yuwangcheng-Stätte (Kreis Xia) (Östliche Zhou-Dynastie bis Han-Dynastie)                                          |      |
| Pingcheng yizhi 平城遗址                                                     | 3-215     | Datong shi 大同市     | Pingcheng-Stätte (Datong)                                                                                         |      |
| Guangwu Han muqun 广武汉墓群                                                 | 3-236     | Shanyin xian 山阴县   | Han-Gräber von Guangwu (Kreis Shanyin)                                                                            |      |
| Sima Guang mu 司马光墓                                                       | 3-246     | Xia xian 夏县         | Grab von Sima Guang (Kreis Xia)                                                                                   |      |
| Xujiayao-Houjiayao yizhi 许家窑—侯家窑遗址                                   | 4-2       | Yanggao xian 阳高县   | Stätten von Xujiayao und Houjiayao (Kreis Yanggao)                                                                |      |
| Xiyincun yizhi 西阴村遗址                                                    | 4-5       | Xia xian 夏县         | Xiyincun-Stätte (Neolithikum) (Kreis Xia)                                                                         |      |
| Jingjie yizhi 旌介遗址                                                       | 4-24      | Lingshi xian 灵石县   | Jingjie-Stätte (Kreis Lingshi)                                                                                    |      |
| Qucun-Tianma yizhi 曲村—天马遗址                                             | 4-26      | Quwo xian 曲沃县      | Tianma-Qucun-Stätte (Kreis Quwo) (Westliche Zhou-Dynastie, Hauptstadt des alten Staates Jin)                      |      |
| Longmen si 龙门寺                                                            | 4-92      | Pingshun xian 平顺县  | Longmen-Tempel (Kreis Pingshun)                                                                                   |      |
| Jincheng Erxian miao 晋城二仙庙                                              | 4-97      | Zezhou xian 泽州县    | Erxian-Tempel von Jincheng (Kreis Zezhou) (Nördliche Song-Dynastie)                                               |      |
| Chongqing si 崇庆寺                                                          | 4-98      | Zhangzi xian 长子县   | Chongqing-Tempel (Kreis Zhangzi)                                                                                  |      |
| Guanwang miao 关王庙                                                         | 4-99      | Yangquan shi 阳泉市   | Guanwang-Tempel (Tempel des Kriegsgottes Guan Yu) (Yangquan)                                                      |      |
| Zetian miao 则天庙                                                           | 4-100     | Wenshui xian 文水县   | Zetian-Tempel (Kreis Wenshui)                                                                                     |      |
| Nan, Bei Jixiang si 南、北吉祥寺                                             | 4-101     | Lingchuan xian 陵川县 | Südlicher und Nördlicher Jixiang-Tempel (Kreis Lingchuan)                                                         |      |
| Ji shi minju 姬氏民居                                                        | 4-115     | Gaoping shi 高平市    | Anwesen der Familie Ji (Gaoping)                                                                                  |      |
| Niuwang miao xitai 牛王庙戏台                                                | 4-116     | Linfen shi 临汾市     | Niuwang-Tempel-Bühne (Linfen)                                                                                     |      |
| Jiangzhou datang 绛州大堂                                                    | 4-117     | Xinjiang xian 新绛县  | Jiangzhou-Halle (Xinjiang)                                                                                        |      |
| Yuci chenghuangmiao 榆次城隍庙                                               | 4-118     | Jinzhong shi 晋中市   | Stadtgott-Tempel von Yuci (Jinzhong)                                                                              |      |
| Huozhou zhoushu datang 霍州州署大堂                                          | 4-119     | Huozhou shi 霍州市    | Große Halle der Präfektur in Huozhou (Huozhou)                                                                    |      |
| Qianfo an 千佛庵                                                             | 4-134     | Xi xian 隰县          | Qianfo an (Kreis Xi)                                                                                              |      |
| Wanrong Houtu miao 万荣后土庙                                                | 4-167     | Wanrong xian 万荣县   | Houtu-Tempel von Wanrong (Kreis Wanrong)                                                                          |      |
| Xianshen lou 祆神楼                                                          | 4-168     | Jiexiu shi 介休市     | Zoroastrischer Tempel (Jiexiu)                                                                                    |      |
| Longshan shiku 龙山石窟                                                      | 4-192     | Taiyuan shi 太原市    | Longshan-Grotten (Taiyuan)                                                                                        |      |
| Jin-Sui bianqu zhengfu ji junqu silingbu jiuzhi 晋绥边区政府及军区司令部旧址 | 4-241     | Xing xian 兴县        | Stätte des Regierungssitzes der Shanxi-Suiyuan-Grenzregion und des Hauptquartiers des Militärgebiets (Kreis Xing) |      |
| Balujun qianfang zongbu jiuzhi 八路军前方总部旧址                            | 4-243     | Zuoquan xian 左权县   | Stätte des Hauptquartiers der Achten Marscharmee (Kreis Zuoquan)                                                  |      |
| Shizitan yizhi 柿子滩遗址                                                    | 5-8       | Ji xian 吉县          | Shizitan-Stätte (Kreis Ji)                                                                                        |      |
| Dongxiafeng yizhi 东下冯遗址                                                 | 5-9       | Xia xian 夏县         | Dongxiafeng-Stätte (Fundort der Bronzezeit) (Kreis Xia)                                                           |      |
| Jinyang gucheng yizhi 晋阳古城遗址                                           | 5-10      | Taiyuan shi 太原市    | Stätte der alten Stadt Jinyang (Taiyuan)                                                                          |      |
| Pujindu yu Puzhou gucheng yizhi 蒲津渡与蒲州故城遗址                         | 5-11      | Yongji shi 永济市     | Alte befestigte Städte Pujindu und Puzhou (Yongji)                                                                |      |
| Quhui si shixiang zhuan 曲回寺石像冢                                         | 5-12      | Lingqiu xian 灵丘县   | Grab mit der Stein-Buddha-Gruppe des Quhui-Tempels (Tang-Dynastie) (Kreis Lingqiu)                                |      |
| Mamaozhuang muqun 马茂庄墓群                                                 | 5-151     | Lüliang shi 吕梁市    | Mamaozhuang-Gräber (Östliche Han-Dynastie) (Lüliang)                                                              |      |
| Fangshan Yongguling 方山永固陵                                               | 5-152     | Datong shi 大同市     | Fangshan-Yonggu-Mausoleum (Nördliche Wei-Dynastie) (Datong)                                                       |      |
| Macun zhuandiao mu 马村砖雕墓                                                | 5-153     | Jishan xian 稷山县    | Gräber mit den Ziegelschnitzereien von Macun (Kreis Jishan)                                                       |      |
| Wanrong Jiwang miao 万荣稷王庙                                               | 5-224     | Wanrong xian 万荣县   | Jiwang-Tempel von Wanrong (Kreis Wanrong)                                                                         |      |
| Datong jiulong bi 大同九龙壁                                                 | 5-225     | Datong shi 大同市     | Neun-Drachen-Wand von Datong (Datong)                                                                             |      |
| Guangji si Daxiong baodian 广济寺大雄宝殿                                    | 5-226     | Wutai xian 五台县     | Haupthalle des Guangji-Tempels (Kreis Wutai)                                                                      |      |
| Jiexiu Houtu miao 介休后土庙                                                 | 5-227     | Jiexiu shi 介休市     | Houtu-Tempel von Jiexiu (Jiexiu)                                                                                  |      |
| Zhengjue si 正觉寺                                                           | 5-228     | Changzhi xian 长治县  | Zhengjue-Tempel (Kreis Changzhi)                                                                                  |      |
| Longyan si 龙岩寺                                                            | 5-229     | Lingchuan xian 陵川县 | Longyan-Tempel (Kreis Lingchuan)                                                                                  |      |
| Jingzhuang Dayun si Daxiong baodian 荆庄大云寺大雄宝殿                       | 5-230     | Hunyuan xian 浑源县   | Haupthalle des Dayun-Tempels im Dorf Jingzhuang (Kreis Hunyuan)                                                   |      |
| Dou dafu ci 窦大夫祠                                                         | 5-231     | Taiyuan shi 太原市    | Ahnentempel des dafu Dou (Taiyuan)                                                                                |      |
| Guanyin tang 观音堂                                                          | 5-232     | Changzhi shi 长治市   | Guanyin-Halle (Changzhi)                                                                                          |      |
| Lu'an fu chenghuangmiao 潞安府城隍庙                                         | 5-233     | Changzhi shi 长治市   | Stadtgott-Tempel von Lu'an fu (Changzhi)                                                                          |      |
| Ayuwang ta 阿育王塔                                                          | 5-234     | Dai xian 代县         | Ayuwang-Pagode (Kreis Dai)                                                                                        |      |
| Bianjing lou 边靖楼                                                          | 5-235     | Dai xian 代县         | Bianjinglou (Kreis Dai)                                                                                           |      |
| Chunhua si 淳化寺                                                            | 5-236     | Pingshun xian 平顺县  | Chunhua-Tempel (Kreis Pingshun)                                                                                   |      |
| Minghui dashi ta 明惠大师塔                                                  | 5-237     | Pingshun xian 平顺县  | Minghui-dashi-Pagode (Kreis Pingshun)                                                                             |      |
| Jiutian Shengmu miao 九天圣母庙                                              | 5-238     | Pingshun xian 平顺县  | Jiutian Shengmu-Tempel (Kreis Pingshun)                                                                           |      |
| Cixiang si 慈相寺                                                            | 5-239     | Pingyao xian 平遥县   | Cixiang-Tempel (Kreis Pingyao)                                                                                    |      |
| Pingyao wenmiao 平遥文庙                                                     | 5-240     | Pingyao xian 平遥县   | Konfuzianischer Tempel von Pingyao                                                                                |      |
| Xingdongyuan Dongyue miao 兴东垣东岳庙                                       | 5-241     | Shilou xian 石楼县    | Dongyue-Tempel in Xingdongyuan (Kreis Shilou)                                                                     |      |
| Dabei yuan 大悲院                                                            | 5-242     | Quwo xian 曲沃县      | Dabei-Tempel (Kreis Quwo)                                                                                         |      |
| Taifu Guan 太符观                                                            | 5-243     | Fenyang Shi 汾阳市    | Daoistischer Taifu-Tempel (Fenyang)                                                                               |      |
| Qin xian Dayun yuan 沁县大云院                                               | 5-244     | Qin xian 沁县         | Dayun-Tempel im Kreis Qin (Kreis Qin)                                                                             |      |
| Jueshan si ta 觉山寺塔                                                       | 5-245     | Lingqiu xian 灵丘县   | Pagode des Jueshan-Tempels (Kreis Lingqiu)                                                                        |      |
| Zishou si 资寿寺                                                             | 5-246     | Lingshi xian 灵石县   | Zishou-Tempel (Kreis Lingshi)                                                                                     |      |
| Qingliang si 清凉寺                                                          | 5-247     | Ruicheng xian 芮城县  | Qingliang-Tempel (Kreis Ruicheng)                                                                                 |      |
| Guangrenwang miao 广仁王庙                                                   | 5-248     | Ruicheng xian 芮城县  | Guangrenwang-Tempel (Tang-Dynastie) (Kreis Ruicheng)                                                              |      |
| Ruicheng Chenghuang miao 芮城城隍庙                                          | 5-249     | Ruicheng xian 芮城县  | Chenghuang-Tempel von Ruicheng                                                                                    |      |
| Fanzhou Chanshi ta 泛舟禅师塔                                                | 5-250     | Yuncheng shi 运城市   | Mönch-Fanzhou-Pagode (Yuncheng)                                                                                   |      |
| Hongfu si 洪福寺                                                             | 5-251     | Dingxiang xian 定襄县 | Hongfu-Tempel (Kreis Dingxiang)                                                                                   |      |
| Hongji yuan 洪济院                                                           | 5-252     | Wuxiang xian 武乡县   | Hongji-Tempel (Kreis Wuxiang)                                                                                     |      |
| Wuxiang xian Dayun si 武乡县大云寺                                           | 5-253     | Wuxiang xian 武乡县   | Dayun-Tempel im Kreis Wuxiang (Kreis Wuxiang)                                                                     |      |
| Huixian guan 会仙观                                                          | 5-254     | Wuxiang xian 武乡县   | Huixian-Tempel (Kreis Wuxiang)                                                                                    |      |
| Dawang miao 大王庙                                                           | 5-255     | Yu xian 盂县          | Dawang-Tempel (Kreis Yu)                                                                                          |      |
| Linjin xian ya 临晋县衙                                                      | 5-256     | Linyi xian 临猗县     | Kreisregierungsitz von Linjin (Kreis Linyi)                                                                       |      |
| Xiangyan si 香严寺                                                           | 5-257     | Liulin xian 柳林县    | Xiangyan-Tempel (Kreis Liulin)                                                                                    |      |
| Hongdong Yuhuang miao 洪洞玉皇庙                                             | 5-258     | Hongdong xian 洪洞县  | Jadekaiser-Tempel von Hongdong (Hongdong)                                                                         |      |
| Hunyuan Yong'an si 浑源永安寺                                                | 5-259     | Hunyuan xian 浑源县   | Yong'an-Tempel von Hunyuan (Hunyuan)                                                                              |      |
| Taiyin si 太阴寺                                                             | 5-260     | Jiang xian 绛县       | Taiyin-Tempel (Kreis Jiang)                                                                                       |      |
| Sanzong miao 三嵕庙                                                          | 5-261     | Huguan xian 壶关县    | Sanzong-Tempel (Kreis Huguan)                                                                                     |      |
| Qiaojia dayuan 乔家大院                                                      | 5-262     | Qi xian 祁县          | Wohnhof der Familie Qiao (Qiao Zhiyong) (Kreis Qi)                                                                |      |
| Zezhou Dai miao 泽州岱庙                                                     | 5-263     | Zezhou xian 泽州县    | Dai-Tempel von Zezhou (Kreis Zezhou)                                                                              |      |
| Anguo si 安国寺                                                              | 5-264     | Lüliang shi 吕梁市    | Anguo-Tempel (Lüliang)                                                                                            |      |
| Xiaohuiling erxian miao 小会岭二仙庙                                         | 5-265     | Lingchuan xian 陵川县 | Xiaohuiling-Erxian-Tempel (Kreis Lingchuan)                                                                       |      |
| Cui Fujun miao 崔府君庙                                                      | 5-266     | Lingchuan xian 陵川县 | Cui-Fujun-Tempel (Cui Jue) (Kreis Lingchuan)                                                                      |      |
| Xixi erxian miao 西溪二仙庙                                                  | 5-267     | Lingchuan xian 陵川县 | Xixi-Erxian-Tempel (Kreis Lingchuan)                                                                              |      |
| Chongming si 崇明寺                                                          | 5-268     | Gaoping shi 高平市    | Chongming-Tempel (Gaoping)                                                                                        |      |
| Kaihua si 开化寺                                                             | 5-269     | Gaoping shi 高平市    | Kaihua-Tempel (Gaoping)                                                                                           |      |
| Youxian si 游仙寺                                                            | 5-270     | Gaoping shi 高平市    | Youxian-Tempel (Gaoping)                                                                                          |      |
| Dinglin si 定林寺                                                            | 5-271     | Gaoping shi 高平市    | Dinglin-Tempel (Gaoping)                                                                                          |      |
| Fusheng si 福胜寺                                                            | 5-272     | Xinjiang xian 新绛县  | Fusheng-Tempel (Kreis Xinjiang)                                                                                   |      |
| Jiyi miao 稷益庙                                                             | 5-273     | Xinjiang xian 新绛县  | Jiyi-Tempel (Kreis Xinjiang)                                                                                      |      |
| Baishan Dongyue miao 柏山东岳庙                                              | 5-274     | Pu xian 蒲县          | Dongyue-Tempel auf dem Baishan (Kreis Pu)                                                                         |      |
| Qinglong si 青龙寺                                                           | 5-275     | Jishan xian 稷山县    | Qinglong-Tempel (Kreis Jishan)                                                                                    |      |
| Yuanqi si 原起寺                                                             | 5-276     | Lucheng shi 潞城市    | Yuanqi-Tempel Lucheng)                                                                                            |      |
| Changcheng – Yanmenguan 长城—雁门关                                          | 5-442(7)  | Dai xian 代县         | Große Mauer – Abschnitt Yanmenguan (aus der Zeit der Ming-Dynastie) (Kreis Dai)                                   |      |
| Tianlongshan shiku 天龙山石窟                                                | 5-445     | Taiyuan shi 太原市    | Tianlongshan-Grotten (Taiyuan)                                                                                    |      |
| Tashuihe yizhi 塔水河遗址                                                    | 6-21      | Lingchuan xian 陵川县 | Tashuihe-Stätte (Kreis Lingchuan) (Paläolithikum)                                                                 |      |
| Shangguo chengzhi he Qiujiazhuang muqun 上郭城址和邱家庄墓群                 | 6-22      | Wenxi xian 闻喜县     | Shangguo-Stätte und Qiujiazhuang-Gräber (Kreis Wenxi)                                                             |      |
| Nancun chengzhi 南村城址                                                     | 6-23      | Fangshan xian 方山县  | Nancun-Stätte (Kreis Fangshan)                                                                                    |      |
| Huang He zhandao yizhi 黄河栈道遗址                                          | 6-24      | Pinglu xian 平陆县    | Felswand-Holzsteg am Gelben Fluss (Han-Dynastie) (Kreis Pinglu)                                                   |      |
| Huozhou yaozhi 霍州窑址                                                      | 6-25      | Huozhou shi 霍州市    | Stätte des Huozhou-Brennofens (aus der Zeit der Song- und Mongolen-Dynastie)                                      |      |
| Hongshan yaozhi 洪山窑址                                                     | 6-26      | Jiexiu shi 介休市     | Hongshan-Brennofenstätte (Jiexiu)                                                                                 |      |
| Cuijiahe muqun 崔家河墓群                                                    | 6-230     | Xia xian 夏县         | Cuijiahe-Gräber (Kreis Xia) (neolithische Gräber aus der Yangshao-Kultur)                                         |      |
| Shaliangpo muqun 沙梁坡墓群                                                  | 6-231     | Tianzhen xian 天镇县  | Shaliangpo-Gräber (Kreis Tianzhen) (Han-Dynastie)                                                                 |      |
| Guchengbao muqun 古城堡墓群                                                  | 6-232     | Yanggao xian 阳高县   | Friedhof der Festung von Gucheng (Han-Dynastie) (Kreis Yanggao)                                                   |      |
| Wangjiafeng muqun 王家峰墓群                                                 | 6-233     | Taiyuan shi 太原市    | Wangjiafeng-Gräber (Nördliche Qi-Dynastie) (Taiyuan)                                                              |      |
| Shitie muqun 什贴墓群                                                        | 6-234     | Jinzhong shi 晋中市   | Shitie-Gräber (Südliche und Nördliche Dynastien) (Jinzhong)                                                       |      |
| Li Yumei mu 栗毓美墓                                                         | 6-235     | Hunyuan xian 浑源县   | Grab von Li Yumei (Kreis Hunyuan)                                                                                 |      |
| Laojun dong 老君洞                                                           | 6-355     | Fushan xian 浮山县    | Laojun-Höhle (Kreis Fushan)                                                                                       |      |
| Guashan Tianning si 卦山天宁寺                                               | 6-356     | Jiaocheng xian 交城县 | Tianning-Tempel im Guashan (Kreis Jiaocheng)                                                                      |      |
| Xiajiao Tang di miao 下交汤帝庙                                              | 6-357     | Yangcheng xian 阳城县 | König Tang-Tempel in Xiajiao (Kreis Yangcheng)                                                                    |      |
| Jinguang si 普光寺                                                           | 6-358     | Shouyang xian 寿阳县  | Jinguang-Tempel (Kreis Shouyang)                                                                                  |      |
| Jindong si 金洞寺                                                            | 6-359     | Xinzhou shi 忻州市    | Jinding-Tempel (Xinzhou)                                                                                          |      |
| Anchan si 安禅寺                                                             | 6-360     | Taigu xian 太谷县     | Anchan-Tempel (Kreis Taigu)                                                                                       |      |
| Wubian si 无边寺                                                             | 6-361     | Taigu xian 太谷县     | Wubian-Tempel (Kreis Taigu)                                                                                       |      |
| Hutu miao 狐突庙                                                             | 6-362     | Qingxu xian 清徐县    | Hutu-Tempel (Kreis Qingxu)                                                                                        |      |
| Beiyicheng Yuhuang miao 北义城玉皇庙                                         | 6-363     | Zezhou xian 泽州县    | Jadekaiser-Tempel von Beiyicheng (Kreis Zezhou)                                                                   |      |
| Zhoucun Dongyue miao 周村东岳庙                                              | 6-364     | Zezhou xian 泽州县    | Dongyue-Tempel von Zhoucun (Kreis Zezhou)                                                                         |      |
| Zhangbi gubao 张壁古堡                                                       | 6-365     | Jiexiu shi 介休市     | Altes Fort des Dorfes Zhangbi (Jiexiu)                                                                            |      |
| Fotou si 佛头寺                                                              | 6-366     | Pingshun xian 平顺县  | Fotou-Tempel (Kreis Pingshun)                                                                                     |      |
| Xingfan si 兴梵寺                                                            | 6-367     | Qi xian 祁县          | Xingfan-Tempel (Kreis Qi)                                                                                         |      |
| Dingxiang Guanwang miao 定襄关王庙                                           | 6-368     | Dingxiang xian 定襄县 | Guanwang-Tempel von Dingxiang (Kreis Dingxiang)                                                                   |      |
| Miaodao si shuangta 妙道寺双塔                                               | 6-369     | Linyi xian 临猗县     | Doppelpagoden des Miaodao-Tempels (Song-Dynastie) (Kreis Linyi)                                                   |      |
| Chanfang sita 禅房寺塔                                                       | 6-370     | Datong shi 大同市     | Pagode des Chanfang-Tempels (Datong)                                                                              |      |
| Kaifu si 开福寺                                                              | 6-371     | Yangcheng xian 阳城县 | Kaifu-Tempel (Kreis Yangcheng)                                                                                    |      |
| Baitai si 白台寺                                                             | 6-372     | Xinjiang xian 新绛县  | Baitai-Tempel (Kreis Xinjiang)                                                                                    |      |
| Lingze wang miao 灵泽王庙                                                    | 6-373     | Xiangyuan xian 襄垣县 | Lingze wang miao (Xiangyuan)                                                                                      |      |
| Xilimen Erxian miao 西李门二仙庙                                             | 6-374     | Gaoping shi 高平市    | Erxian-Tempel von Xilimen (Gaoping)                                                                               |      |
| Runcheng Dongyue miao 润城东岳庙                                             | 6-375     | Yangcheng xian 阳城县 | Dongyue-Tempel von Runcheng (Kreis Yangcheng)                                                                     |      |
| Yuquan Dongyue miao 玉泉东岳庙                                               | 6-376     | Lingchuan xian 陵川县 | Dongyue-Tempel von Yuquan (Kreis Lingchuan)                                                                       |      |
| Shizhang Yuhuang miao 石掌玉皇庙                                             | 6-377     | Lingchuan xian 陵川县 | Jadekaiser-Tempel von Shizhang (Kreis Lingchuan)                                                                  |      |
| Dongyi Longwang miao 东邑龙王庙                                              | 6-378     | Lucheng shi 潞城市    | Longwang-Tempel von Dongyi (Lucheng)                                                                              |      |
| Xiangning Shousheng si 乡宁寿圣寺                                            | 6-379     | Xiangning xian 乡宁县 | Shousheng-Tempel von Xiangning (Kreis Xiangning)                                                                  |      |
| Jingyin si 净因寺                                                            | 6-380     | Taiyuan shi 太原市    | Jingyin-Tempel (Taiyuan)                                                                                          |      |
| Yanqing si 延庆寺                                                            | 6-381     | Wutai xian 五台县     | Yanqing-Tempel (Kreis Wutai)                                                                                      |      |
| Zhongping Erxian gong 中坪二仙宫                                             | 6-382     | Gaoping shi 高平市    | Erxian-Tempel von Zhongping (Gaoping)                                                                             |      |
| Sansheng si 三圣寺                                                           | 6-383     | Fanshi xian 繁峙县    | Sansheng-Tempel (Kreis Fanshi)                                                                                    |      |
| Fencheng gu jianzhuqun 汾城古建筑群                                          | 6-384     | Xiangfen xian 襄汾县  | Alte Architektur von Fengcheng (Kreis Xiangfen)                                                                   |      |
| Fuxiang si 福祥寺                                                            | 6-385     | Yushe xian 榆社县     | Fuxiang-Tempel (Kreis Yushe)                                                                                      |      |
| Baiyu gong 白玉宫                                                            | 6-386     | Lingchuan xian 陵川县 | Baiyugong (Kreis Lingchuan)                                                                                       |      |
| Erlang miao 二郞庙                                                           | 6-387     | Gaoping shi 高平市    | Erlang-Tempel (Gaoping)                                                                                           |      |
| Zhensheng si 真圣寺                                                          | 6-388     | Taigu xian 太谷县     | Zhensheng-Tempel (Kreis Taigu)                                                                                    |      |
| Qingyuan wenmiao 清源文庙                                                    | 6-389     | Qingxu xian 清徐县    | Konfuzianischer Tempel von Qingyuan (Kreis Qingxu)                                                                |      |
| Nanshentou Erxian miao 南神头二仙庙                                          | 6-390     | Lingchuan xian 陵川县 | Nanshentou-Erxian-Tempel (Kreis Lingchuan)                                                                        |      |
| Sirun Sanjiao tang 寺润三教堂                                                | 6-391     | Lingchuan xian 陵川县 | Sanjiaotang (Drei Lehren-Halle) von Sirun (Kreis Lingchuan)                                                       |      |
| Sansheng ruixian ta 三圣瑞现塔                                               | 6-392     | Lingchuan xian 陵川县 | (Kreis Lingchuan)                                                                                                 |      |
| Huilong si 回龙寺                                                            | 6-393     | Pingshun xian 平顺县  | Huilong-Tempel (Kreis Pingshun)                                                                                   |      |
| Puzhao si dadian 普照寺大殿                                                  | 6-394     | Qin xian 沁县         | Haupthalle des Puzhao-Tempels (Kreis Qin)                                                                         |      |
| Zhaoze wang miao 昭泽王庙                                                    | 6-395     | Xiangyuan xian 襄垣县 | Zhaoze wang miao (Kreis Xiangyuan)                                                                                |      |
| Tianwang si 天王寺                                                           | 6-396     | Zhangzi xian 长子县   | Tianwang-Tempel (Kreis Zhangzi)                                                                                   |      |
| Bu'er si 不二寺                                                              | 6-397     | Yangqu xian 阳曲县    | Bu'er-Tempel (Kreis Yangqu)                                                                                       |      |
| Jingtu si 净土寺                                                             | 6-398     | Ying xian 应县        | Jingtu-Tempel (Kreis Ying)                                                                                        |      |
| Yiju si 义居寺                                                               | 6-399     | Lin xian 临县         | Yiju-Tempel (Kreis Lin)                                                                                           |      |
| Shun di lingmiao 舜帝陵庙                                                    | 6-400     | Yuncheng shi 运城市   | Grab und Tempel von Kaiser Shun (Yuncheng)                                                                        |      |
| Chongsheng si 崇圣寺                                                         | 6-401     | Yushe xian 榆社县     | Chongsheng-Tempel (Kreis Yushe)                                                                                   |      |
| Chong'an si 崇安寺                                                           | 6-402     | Lingchuan xian 陵川县 | Chong'an-Tempel (Kreis Lingchuan)                                                                                 |      |
| Dongyang Houtu miao 东羊后土庙                                               | 6-403     | Linfen shi 临汾市     | Houtu-Tempel von Dongyang (Linfen)                                                                                |      |
| Fujun miao 府君庙                                                            | 6-404     | Yu xian 盂县          | Fujun-Tempel (Kreis Yu)                                                                                           |      |
| Potou Taishan miao 坡头泰山庙                                                | 6-405     | Yu xian 盂县          | Poutu-Taishan-Tempel (Kreis Yu)                                                                                   |      |
| Yiji shengmu miao 懿济圣母庙                                                 | 6-406     | Heshun xian 和顺县    | Yiji-Shengmu-Tempel (Kreis Heshun)                                                                                |      |
| Qingxu Guan 清虚观                                                           | 6-407     | Pingyao xian 平遥县   | Daoistischer Qingxu-Tempel (Kreis Pingyao)                                                                        |      |
| Fenyang Wuyue miao 汾阳五岳庙                                                | 6-408     | Fenyang shi 汾阳市    | Wuyue-Tempel von Fenyang (Fenyang)                                                                                |      |
| Qingchu guan 清梦观                                                          | 6-409     | Gaoping shi 高平市    | Qingchu-Tempel (Gaoping)                                                                                          |      |
| Dayang Tangdi miao 大阳汤帝庙                                                | 6-410     | Zezhou xian 泽州县    | Dayang-Tangdi-Tempel (Kreis Zezhou)                                                                               |      |
| Huozhou Guanyin miao 霍州观音庙                                              | 6-411     | Huozhou 霍州市        | Guangyin-Tempel von Houzhou (Huozhou)                                                                             |      |
| Huiluan si 回銮寺                                                            | 6-412     | Jiexiu shi 介休市     | Huiluan-Tempel (Jiexiu)                                                                                           |      |
| Xia Yu shen ci 夏禹神祠                                                      | 6-413     | Pingshun xian 平顺县  | Xia Yu-Tempel (Kreis Pingshun)                                                                                    |      |
| Jinzhuang wenmiao 金庄文庙                                                   | 6-414     | Pingyao xian 平遥县   | Konfuzianischer Tempel von Jinzhuang- (Kreis Pingyao)                                                             |      |
| Qiaogoutou Yuhuang miao 乔沟头玉皇庙                                         | 6-415     | Xinjiang xian 新绛县  | Jadekaiser-Tempel von QIaogoutou (Kreis Xinjiang)                                                                 |      |
| Changzhi Yuhuang guan 长治玉皇观                                             | 6-416     | Changzhi xian 长治县  | Jadekaiser-Tempel von Changzhi (Kreis Changzhi)                                                                   |      |
| Sisheng gong 四圣宫                                                          | 6-417     | Yicheng xian 翼城县   | Sishenggong (Kreis Yicheng)                                                                                       |      |
| Zhenze Erxian gong 真泽二仙宫                                                | 6-418     | Huguan xian 壶关县    | Zhenze-Erxian-Palast (Kreis Huguan)                                                                               |      |
| Pujing si 普净寺                                                             | 6-419     | Xiangfen xian 襄汾县  | Pujing-Tempel (Kreis Xiangfen)                                                                                    |      |
| Puci miao 晋祠庙                                                             | 6-420     | Lingshi xian 灵石县   | Puci-Tempel (Kreis Lingshi)                                                                                       |      |
| Houji miao 后稷庙                                                            | 6-421     | Wenxi xian 闻喜县     | Houji-Tempel (Yuan- bis Ming-Dynastie) (Kreis Wenxi)                                                              |      |
| Baofeng si 宝峰寺                                                            | 6-422     | Tunliu xian 屯留县    | Baofeng-Tempel (Kreis Tunliu)                                                                                     |      |
| Futian si 福田寺                                                             | 6-423     | Shouyang xian 寿阳县  | Futian-Tempel (Kreis Shouyang)                                                                                    |      |
| Wangqu Dongyue miao 王曲东岳庙                                               | 6-424     | Linfen shi 临汾市     | Dongyue-Tempel im Dorf Wangqu (Linfen)                                                                            |      |
| Longxiang Guandi miao 龙香关帝庙                                             | 6-425     | Xinjiang xian 新绛县  | Guandi-Tempel von Longxiang (Kreis Xinjiang)                                                                      |      |
| Jiexiu Dongyue miao 介休东岳庙                                               | 6-426     | Jiexiu shi 介休市     | Dongyue-Tempel in Jiexiu (Jiexiu)                                                                                 |      |
| Xinjiang Longxing si 新绛龙兴寺                                              | 6-427     | Xinjiang xian 新绛县  | Longxing-Tempel in Xinjiang (Kreis Xinjiang)                                                                      |      |
| Xiangyuan wenmiao 襄垣文庙                                                   | 6-428     | Xiangyuan xian 襄垣县 | Konfuzianischer Tempel von Xiangyuan (Kreis Xiangyuan)                                                            |      |
| Huanghua si 光化寺                                                           | 6-429     | Taigu xian 太谷县     | Huanghua-Tempel (Kreis Taigu)                                                                                     |      |
| Jishan Jiwang miao 稷山稷王庙                                                | 6-430     | Jishan xian 稷山县    | Jiwang-Tempel von Jishan (Kreis Jishan)                                                                           |      |
| Nanhan Dongyue miao 南撖东岳庙                                               | 6-431     | Yicheng xian 翼城县   | Dongyue-Tempel in Nanhan (Kreis Yicheng)                                                                          |      |
| Guzhong miao 古中庙                                                          | 6-432     | Gaoping shi 高平市    | Guzhong-Tempel (Gaoping)                                                                                          |      |
| Jingyun gong yuhuang dian 景云宫玉皇殿                                       | 6-433     | Jiang xian 绛县       | Jadekaiser-Halle des Jingyungong (Kreis Jiang)                                                                    |      |
| Dayang Taishan miao 大洋泰山庙                                               | 6-434     | Xia xian 夏县         | (Kreis Xia) |      |
| Erlang miao beidian 二郎庙北殿                                               | 6-435     | Yuanqu xian 垣曲县    | Nordhalle des Erlang-Tempels (Kreis Yuanqu)                                                                       |      |
| Niandui Yuhuang miao 埝堆玉皇庙                                              | 6-436     | Yuanqu xian 垣曲县    | Jadekaiser-Tempel von Niandui (Kreis Yuanqu)                                                                      |      |
| Jieyang Chongjiao si 昔阳崇教寺                                              | 6-437     | Jieyang xian 昔阳县   | Chongjiao-Tempel von Jieyang (Kreis Jieyang)                                                                      |      |
| Zuoquan wenmiao Dacheng dian 左权文庙大成殿                                  | 6-438     | Zuoquan xian 左权县   | Haupthalle des Konfuzianischen Tempels von Zuoquan (Yuan-Dynastie) (Kreis Zuoquan)                                |      |
| Zhaili Guandi miao xiandian 寨里关帝庙献殿                                   | 6-439     | Yuncheng shi 运城市   | Opferhalle des Guandi-Tempels von Zhaili (Yuncheng)                                                               |      |
| Guocun Taishan miao dadian 郭村泰山庙大殿                                    | 6-440     | Yuncheng shi 运城市   | Haupthalle des Taishan-Tempels von Guocun (Yuncheng)                                                              |      |
| Li ying hou miao 利应侯庙                                                    | 6-441     | Pingyao xian 平遥县   | Liyinghou-Tempel (Kreis Pingyao)                                                                                  |      |
| Lingshi Houtu miao 灵石后土庙                                                | 6-442     | Lingshi xian 灵石县   | Houtu-Tempel von Lingshi (Kreis Lingshi)                                                                          |      |
| Sanguan miao 三官庙                                                          | 6-443     | Xinjiang xian 新绛县  | Sanguan-Tempel (Kreis Xinjiang)                                                                                   |      |
| Guduo Houtu miao 古垛后土庙                                                  | 6-444     | Hejin shi 河津市      | Houtu-Tempel von Guduo (Hejin)                                                                                    |      |
| Qiaoze miao xitai 乔泽庙戏台                                                 | 6-445     | Yicheng xian 翼城县   | (Kreis Yicheng)                                                                                                   |      |
| Shanqing si 善庆寺                                                           | 6-446     | Lin xian 临县         | Shanqing-Tempel (Kreis Lin)                                                                                       |      |
| Qikou gu jianzhuqun 碛口古建筑群                                             | 6-447     | Lin xian 临县         | Alte Architektur von Qikou (Kreis Lin)                                                                            |      |
| Haihun si 海会寺                                                             | 6-448     | Yangcheng xian 阳城县 | Haihun-Tempel (Kreis Yangcheng)                                                                                   |      |
| Yao ling 尧陵                                                                | 6-449     | Linfen shi 临汾市     | Yao-Mausoleum (Linfen)                                                                                            |      |
| Shuishen tang 水神堂                                                         | 6-450     | Guangling xian 广灵县 | Shuishen-Tempel (Kreis Guangling)                                                                                 |      |
| Liushi minju 柳氏民居                                                        | 6-451     | Qinshui xian 沁水县   | Wohnhäuser der Familie Liu (Kreis Qinshui)                                                                        |      |
| Xiangyu gubao 湘峪古堡                                                       | 6-452     | Qinshui xian 沁水县   | Altes Fort Xiangyu (Kreis Qinshui)                                                                                |      |
| Guobicun gu jianzhuqun 郭壁村古建筑群                                        | 6-453     | Qinshui xian 沁水县   | Alte Architektur des Dorfes Guobi (Kreis Qinshui)                                                                 |      |
| Douzhuang gu jianzhuqun 窦庄古建筑群                                         | 6-454     | Qinshui xian 沁水县   | Alte Architektur des Dorfes Douzhuang (Ming- bis Qing-Dynastie) (Kreis Qinshui)                                   |      |
| Pingyao Qingliang si 平遥清凉寺                                              | 6-455     | Pingyao xian 平遥县   | Qingliang-Tempel von Pingyao (Kreis Pingyao)                                                                      |      |
| Wenfeng ta 文峰塔                                                            | 6-456     | Fenyang shi 汾阳市    | Wenfeng-Pagode (Fenyang)                                                                                          |      |
| Dai xian wenmiao 代县文庙                                                    | 6-457     | Dai xian 代县         | Konfuzianischer Tempel im Kreis Dai                                                                               |      |
| Gongzhu si 公主寺                                                            | 6-458     | Fanshi xian 繁峙县    | Gongzhu-Tempel (Kreis Fanshi)                                                                                     |      |
| Wangjia dayuan 王家大院                                                      | 6-459     | Lingshi xian 灵石县   | Wohnanlage der Familie Wang (Kreis Lingshi                                                                        |      |
| Guoyucun gu jianzhuqun 郭峪村古建筑群                                        | 6-460     | Yangcheng xian 阳城县 | Alte Architektur des Dorfes Guoyu (Kreis Yangcheng)                                                               |      |
| Mengjiagou Longquan si 孟家沟龙泉寺                                          | 6-461     | Shouyang xian 寿阳县  | Longquan-Tempel im Dorf Mengjiagou (Kreis Shouyang)                                                               |      |
| Tianzhen guan 天贞观                                                         | 6-462     | Lüliang shi 吕梁市    | Daoistischer Tianzhen-Tempel (Lüliang)                                                                            |      |
| Caojia dayuan 曹家大院                                                       | 6-463     | Taigu xian 太谷县     | Wohnhof der Familie Caojia (Kreis Taigu)                                                                          |      |
| Jingxin si 净信寺                                                            | 6-464     | Taigu xian 太谷县     | Jingxin-Tempel (Kreis Taigu)                                                                                      |      |
| Mingxiu si 明秀寺                                                            | 6-465     | Taiyuan shi 太原市    | Mingxiu-Tempel (Taiyuan)                                                                                          |      |
| Duofu si 多福寺                                                              | 6-466     | Taiyuan shi 太原市    | Duofu-Tempel (Taiyuan)                                                                                            |      |
| Yongzuo si 永祚寺                                                            | 6-467     | Taiyuan shi 太原市    | Yongzuo-Tempel (Taiyuan)                                                                                          |      |
| Wanquan wenmiao 万泉文庙                                                     | 6-468     | Wanrong xian 万荣县   | Konfuzianischer Tempel von Wanquan (Kreis Wanrong)                                                                |      |
| Dongfeng xitai 董封戏台                                                      | 6-469     | Jiang xian 绛县       | Bühne von Dongfeng (Kreis Jiang)                                                                                  |      |
| Yunlin si 云林寺                                                             | 6-470     | Yanggao xian 阳高县   | Yunlin-Tempel (Kreis Yanggao)                                                                                     |      |
| Dijicheng 砥洎城                                                             | 6-471     | Yangcheng xian 阳城县 | Dijicheng (Kreis Yangcheng)                                                                                       |      |
| Ciyun si 慈云寺                                                              | 6-472     | Tianzhen xian 天镇县  | Ciyun-Tempel (Kreis Tianzhen)                                                                                     |      |
| Guangwu cheng 广武城                                                         | 6-473     | Shanyin xian 山阴县   | (Kreis Shanyin)                                                                                                   |      |
| Lu'an fu ya 潞安府衙                                                         | 6-474     | Changzhi shi 长治市   | Regierungssitz der Präfektur Lu'an (Changzhi)                                                                     |      |
| Qujia dayuan 渠家大院                                                        | 6-475     | Qi xian 祁县          | Hof der Familie Qiao (Kreis Qi)                                                                                   |      |
| Xinghuacun Fenjiu zuofang 杏花村汾酒作坊                                     | 6-476     | Fenyang shi 汾阳市    | Fenjiu-Spirituosenfabrik in Xinghuacun (Fenyang)                                                                  |      |
| Mimi si 秘密寺                                                               | 6-477     | Fanshi xian 繁峙县    | Mimi-Tempel (Kreis Fanshi)                                                                                        |      |
| Tiefo si 铁佛寺                                                              | 6-478     | Linfen shi 临汾市     | Tiefo-Tempel (Linfen)                                                                                             |      |
| Changping Guandi miao 常平关帝庙                                             | 6-479     | Yuncheng shi 运城市   | Guangdi-Tempel von Changping (Yuncheng)                                                                           |      |
| Zhongyang lou 中阳楼                                                         | 6-480     | Xiaoyi shi 孝义市     | Zhongyanglou (Xiaoyi)                                                                                             |      |
| Shijiagou gu jianzhuqun 师家沟古建筑群                                       | 6-481     | Fenxi xian 汾西县     | Alte Architektur von Shijiagou (Kreis Fenxi)                                                                      |      |
| Wahuang miao 娲皇庙                                                          | 6-482     | Huozhou shi 霍州市    | Wahuang-Tempel (Huozhou)                                                                                          |      |
| Pingyao chenghuang miao 平遥城隍庙                                           | 6-483     | Pingyao xian 平遥县   | Stadtgott-Tempel von Pingyao (Kreis Pingyao)                                                                      |      |
| Rishengchang jiuzhi 日昇昌旧址                                               | 6-484     | Pingyao xian 平遥县   | Rishengchang-Bank (Kreis Pingyao)                                                                                 |      |
| Taiheyan pailou 太和岩牌楼                                                   | 6-485     | Jiexiu shi 介休市     | Taiheyan-Pailou (Jiexiu)                                                                                          |      |
| Jiexiu Wuyue miao 介休五岳庙                                                 | 6-486     | Jiexiu shi 介休市     | Wuyue-Tempel von Jiexiu (Jiexiu)                                                                                  |      |
| Yangtou shan shiku 羊头山石窟                                                | 6-815     | Gaoping shi 高平市    | Yangtoushan-Grotten (Gaoping)                                                                                     |      |
| Biluo si 碧落寺                                                              | 6-816     | Zezhou xian 泽州县    | Biluo-Tempel (Kreis Zezhou)                                                                                       |      |
| Jindeng si shiku 金灯寺石窟                                                  | 6-817     | Pingshun xian 平顺县  | Grotten des Jindeng-Tempels (Kreis Pingshun)                                                                      |      |
| Yu Xiangqian guju 徐向前故居                                                 | 6-904     | Wutai xian 五台县     | Ehemaliger Wohnsitz von Yu Xiangqian (Kreis Wutai)                                                                |      |
| Datong meikuang wanrenkeng 大同煤矿万人坑                                    | 6-905     | Datong shi 大同市     | Massengrab im Kohlenbergwerk von Datong (Datong)                                                                  |      |
| Xihetou didaozhan yizhi 西河头地道战遗址                                     | 6-906     | Dingxiang xian 定襄县 | Tunnelkriegsstätte von Xihetou (Kreis Dingxiang)                                                                  |      |
| Shanxi shengli di-san zhongxue jiuzhi 山西省立第三中学旧址                   | 6-907     | Datong shi 大同市     | Stätte der Dritten Mittelschule der Provinz Shanxi (Datong)                                                       |      |
| Huangyadong binggongchang jiuzhi 黄崖洞兵工厂旧址                            | 6-908     | Licheng xian 黎城县   | Stätte der Waffenfabrik von Huangyadong (Kreis Licheng)                                                           |      |